# Райан, Питер
Пи́тер Ра́йан (англ. Peter Ryan, 10 июня 1940, Филадельфия — 2 июля 1962, Париж) — американо-канадский автогонщик. Первый представитель Канады в Формуле-1.

## Карьера
Питер Райан приобрёл известность в 1961. Тогда на машине Porsche RS60 он выиграл внезачётное Гран-при Сандауна. Впоследствии Райаном было выиграно Гран-при Канады, также внезачётное, где Питер выиграл сражение у Стирлинга Мосса; затем гонщик принял участие в Гран-при США 1961 года, которое было официальным.
В 1962 Питер Райан отправился в Европу, чтобы выступать за Lotus в Formula Junior. Однако канадец был приглашён в команду Яна Уокера. Выступая в гонке Coupe de Vitesse des Juniors в Реймсе, Райан столкнулся с Биллом Моссом. Питера выбросило из машины, и он был смертельно травмирован.

## Результаты в Формуле-1
| Год  | Команда (команды)   | Шасси       | 1   | 2   | 3   | 4   | 5   | 6   | 7   | 8     | Место | Очки |
| ---- | ------------------- | ----------- | --- | --- | --- | --- | --- | --- | --- | ----- | ----- | ---- |
| 1961 | J Wheeler Autosport | Lotus 18/21 | МОН | НИД | БЕЛ | ФРА | ВЕЛ | ГЕР | ИТА | США 9 | -     | 0    |